# Littorina
Littorina (nomeadas, em inglês, periwinkle -sing.; significando "buzina graciosa") é um gênero de moluscos gastrópodes marinhos, litorâneos e herbívoros, pertencente à família Littorinidae. Foi classificado por André Étienne Justin Pascal Joseph François d'Audebert de Férussac, em 1822, na obra Tableaux systématiques des animaux mollusques classés en familles naturelles, dans lesquels on a établi la concordance de tous les systèmes; suivis d'un prodrome général pour tous les mollusques terrestres ou fluviatiles, vivants ou fossils; e sua espécie-tipo, Littorina littorea, fora descrita em 1758 por Carolus Linnaeus, como Turbo littoreus, em seu Systema Naturae. Sua distribuição geográfica abrange principalmente os oceanos de clima temperado, e suas espécies mais conhecidas ocorrem na região norte do oceano Atlântico, principalmente em habitat costeiro de costões e arrecifes da zona entremarés da Europa e América do Norte, onde se fixam em rochas.

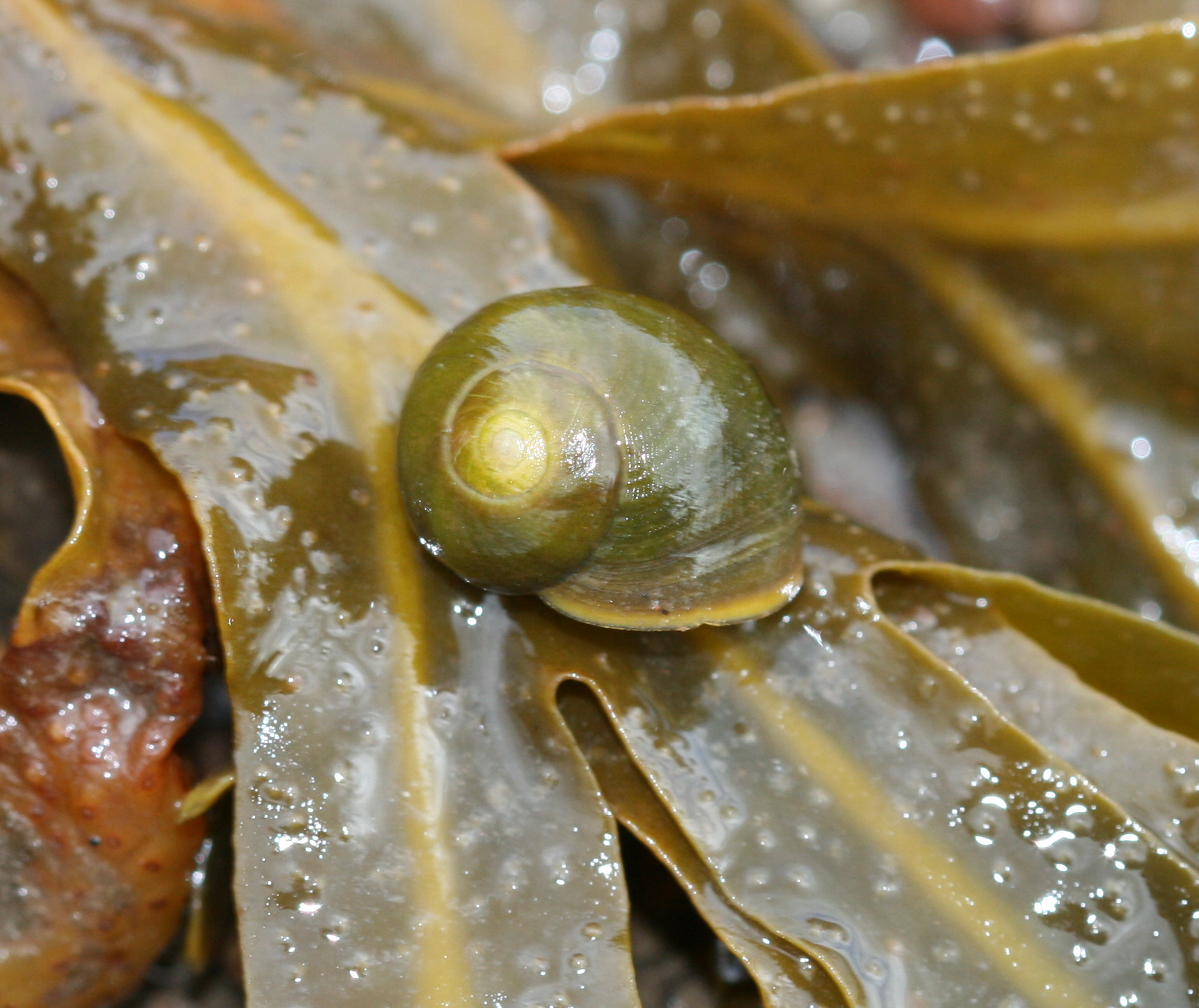
Molusco do gênero Littorina Férussac, 1822 em seu habitat.

## Taxonomia
No passado o gênero Littorina continha um número maior de espécies, transferidas para gêneros como Afrolittorina, Austrolittorina, Echinolittorina e Littoraria.

## Espécies deLittorina

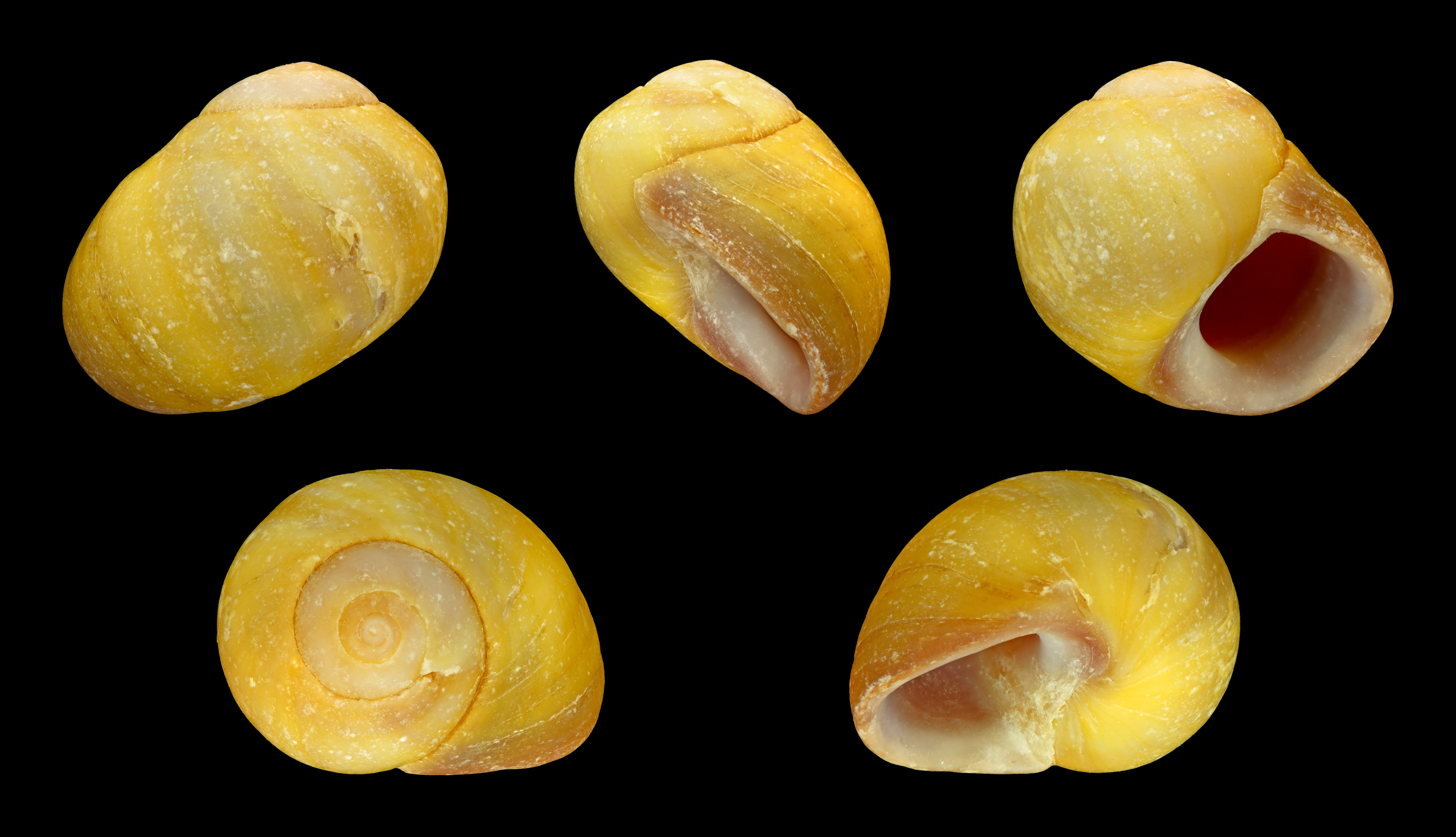
Cinco vistas da concha de Littorina obtusata (Linnaeus, 1758), espécime proveniente da Normandia, França; uma espécie abundante da zona entremarés da Europa e América do Norte.

Littorina aleutica Dall, 1872
Littorina arcana Hannaford-Ellis, 1978
Littorina brevicula (Philippi, 1844)
Littorina compressa Jeffreys, 1865
Littorina fabalis (W. Turton, 1825)
Littorina horikawai Matsubayashi & Habe in Habe, 1979
Littorina islandica Reid, 1996 †
Littorina kasatka Reid, Zaslavskaya & Sergievsky, 1991
Littorina keenae Rosewater, 1978
Littorina littorea (Linnaeus, 1758) - Espécie-tipo
Littorina mandshurica (Schrenk, 1861)
Littorina natica Reid, 1996
Littorina obtusata (Linnaeus, 1758)
Littorina petricola Arnold, 1908 †
Littorina plena Gould, 1849
Littorina remondii Gabb, 1866 †
Littorina saxatilis (Olivi, 1792)
Littorina scutulata Gould, 1849
Littorina sitkana Philippi, 1846
Littorina sookensis Clark & Arnold, 1923 †
Littorina squalida Broderip & G. B. Sowerby I, 1829
Littorina subrotundata (Carpenter, 1864)
- Cinco vistas da concha de Littorina obtusata (Linnaeus, 1758), espécime proveniente da Normandia, França; uma espécie abundante da zona entremarés da Europa e América do Norte.[10]